# Resultados do Carnaval do Rio de Janeiro em 1958
Nesta página estão listados os resultados dos concursos de escolas de samba, frevos carnavalescos, ranchos carnavalescos e sociedades carnavalescas do carnaval do Rio de Janeiro do ano de 1958. Os desfiles foram realizados entre os dias 16 e 18 de fevereiro de 1958.
A Portela conquistou seu 13.º título de campeã do carnaval, sendo o segundo consecutivo. O enredo "Vultos e Efemérides do Brasil" foi desenvolvido por Djalma Vogue, que conquistou seu segundo título como carnavalesco da Portela. Império Serrano ficou com o vice-campeonato, por meio ponto de diferença para a campeã. Últimas colocadas, Unidos de Bento Ribeiro, Flor do Lins e Filhos do Deserto foram rebaixadas para a segunda divisão.
Em seu segundo desfile no carnaval do Rio, a Mocidade Independente de Padre Miguel venceu o Campeonato, sendo promovida à primeira divisão junto com Unidos do Salgueiro (vice-campeã) e Paraíso do Tuiuti (terceira colocada).
Pás Douradas ganhou a disputa dos frevos. Recreio da Saúde foi o campeão dos ranchos. Clube dos Democráticos conquistou o título do concurso das grandes sociedades.

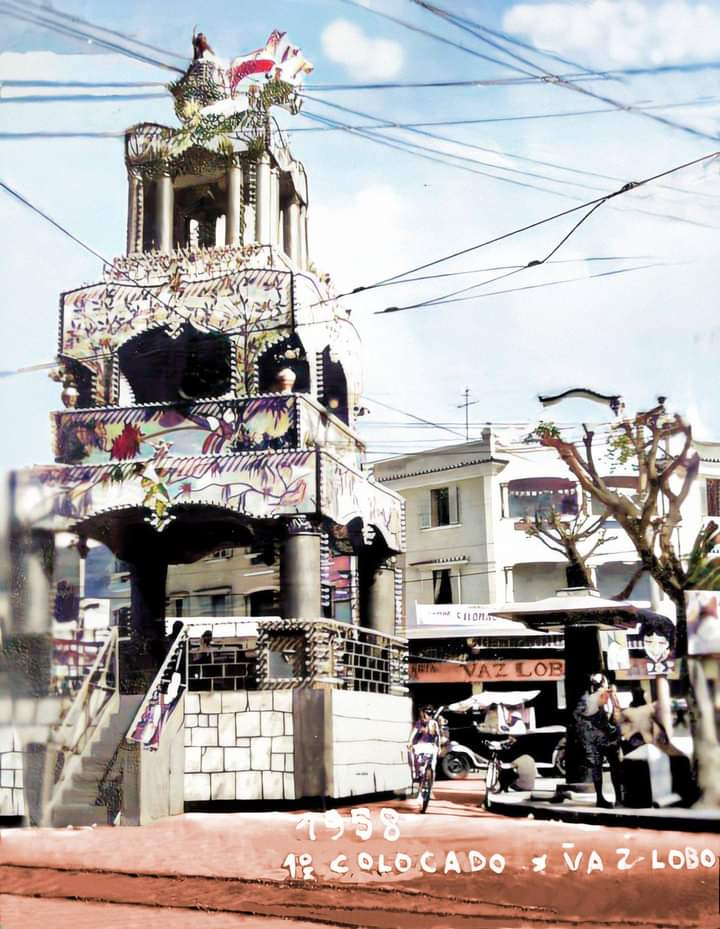
Coreto de Vaz Lobo, campeão do Carnaval do Rio em 1958.

## Escolas de samba

### Supercampeonato
O desfile da primeira divisão, chamado de Supercampeonato, foi organizado pela Associação das Escolas de Samba do Brasil (AESB) e realizado no domingo, dia 16 de fevereiro de 1958, na Avenida Rio Branco. Marcado para começar às 19 horas e 30 minutos, teve início somente às 21 horas e 40 minutos.
| Ordem dos desfiles |
| 1. Unidos do Cabuçu 2. Unidos da Tijuca 3. Flor do Lins 4. Estação Primeira de Mangueira 5. Filhos do Deserto 6. Acadêmicos do Salgueiro 7. Tupy de Brás de Pina 8. Unidos de Bento Ribeiro 9. Unidos de Bangu 10. Cartolinhas de Caxias 11. Unidos da Capela 12. Caprichosos de Pilares 13. União de Jacarepaguá 14. Aprendizes de Lucas 15. Beija-Flor 16. União do Centenário 17. Portela 18. Império Serrano |

#### Quesitos e julgadores
A partir desse ano foi introduzido o quesito Coreografia de Mestre Sala e Porta Bandeira. Também foi permitido fracionar as notas em meio ponto.
| Quesito | Quesito                                     | Valor         | Julgador          |
| ------- | ------------------------------------------- | ------------- | ----------------- |
|         | Bateria                                     | 0 a 10 pontos | Mozart de Araújo  |
|         | Harmonia                                    | 0 a 10 pontos | Mozart de Araújo  |
|         | Melodia do samba-enredo                     | 0 a 5 pontos  | Mozart de Araújo  |
|         | Escultura                                   | 0 a 10 pontos | Mário Baratta     |
|         | Iluminação                                  | 0 a 10 pontos | Mário Baratta     |
|         | Enredo                                      | 0 a 10 pontos | Eneida de Moraes  |
|         | Letra do samba-enredo                       | 0 a 5 pontos  | Eneida de Moraes  |
|         | Fantasias                                   | 0 a 10 pontos | Marie Louise Nery |
|         | Bandeira                                    | 0 a 10 pontos | Marie Louise Nery |
|         | Conjunto, Evolução e Riqueza                | 0 a 10 pontos | Elba Nogueira     |
|         | Coreografia de Mestre-Sala e Porta-Bandeira | 0 a 10 pontos | Elba Nogueira     |
|         | Comissão de Frente                          | 0 a 10 pontos | Elba Nogueira     |

#### Classificação
Portela foi a campeã, conquistando seu 13.º título na elite do carnaval. A escola também foi campeã no ano anterior. Penúltima agremiação a se apresentar, a Portela desfilou com o dia claro. O enredo "Vultos e Efemérides do Brasil" foi desenvolvido por Djalma Vogue, que conquistou seu segundo título como carnavalesco da escola. Império Serrano ficou com o vice-campeonato, por meio ponto de diferença para a campeã, com um desfile sobre a poetisa Bárbara Heliodora.
| Legenda: Campeã Rebaixadas à segunda divisão * Sem informação disponível |

| Col. | Escola                        | Enredo                                                                                      | Carnavalesco(a)               | Pontos | Desempate         |
| ---- | ----------------------------- | ------------------------------------------------------------------------------------------- | ----------------------------- | ------ | ----------------- |
| 1    | Portela                       | Vultos e Efemérides do Brasil                                                               | Djalma Vogue                  | 106,5  | -                 |
| 2    | Império Serrano               | Exaltação à Bárbara Heliodora                                                               | Direção de carnaval           | 106    | -                 |
| 3    | Estação Primeira de Mangueira | Poema Inolvidável ou Canção do Exílio                                                       | Funcionários da Casa da Moeda | 102,5  | -                 |
| 4    | Acadêmicos do Salgueiro       | Um Século e Meio de Progresso a Serviço do Brasil - Homenagem ao Corpo de Fuzileiros Navais | Hildebrando Moura             | 99     | -                 |
| 5    | Unidos da Capela              | Brasil, de Cabral a Pedro                                                                   | *                             | 89     | -                 |
| 6    | União de Jacarepaguá          | Vultos do Brasil - De Cabral a Brasília                                                     | *                             | 87,5   | -                 |
| 7    | União do Centenário           | Glória a Carlos Gomes                                                                       | *                             | 86     | -                 |
| 8    | Tupy de Brás de Pina          | Inconfidência Mineira                                                                       | *                             | 85     | -                 |
| 9    | Aprendizes de Lucas           | Voluntários da Pátria                                                                       | *                             | 81     | -                 |
| 10   | Beija-Flor                    | Tomada de Monte Castelo ou Exaltação às Forças Armadas                                      | Benedito dos Santos           | 80,5   | -                 |
| 11   | Unidos da Tijuca              | O Patriarca da Independência                                                                | *                             | 80     | Bateria (7 pts)   |
| 12   | Unidos de Bangu               | Proclamação da República                                                                    | Maza                          | 80     | Bateria (6,5 pts) |
| 13   | Cartolinhas de Caxias         | Os Amores do Imperador                                                                      | *                             | 70     | -                 |
| 14   | Unidos do Cabuçu              | Aí Vem a Marinha e Seu Patrono                                                              | *                             | 68     | -                 |
| 15   | Caprichosos de Pilares        | Exaltação à Música Brasileira                                                               | *                             | 67     | -                 |
| 16   | Unidos de Bento Ribeiro       | O Grito do Ipiranga                                                                         | *                             | 66,5   | -                 |
| 17   | Flor do Lins                  | A Grande Descoberta                                                                         | *                             | 65,5   | -                 |
| 18   | Filhos do Deserto             | Filhos da Laguna                                                                            | *                             | 62     | -                 |

### Campeonato
O desfile da segunda divisão, chamado de Campeonato, foi organizado pela AESB e realizado na Praça Onze, a partir das 19 horas e 30 minutos do domingo, dia 16 de fevereiro de 1958.
| Ordem dos desfiles |
| 1. Unidos do Morro Azul 2. Império de Bonsucesso (Não desfilou) 3. Aprendizes da Boca do Mato 4. Unidos de São Carlos 5. Unidos do Jacaré 6. Independentes do Leblon 7. Unidos de Vila Isabel 8. Além do Horizonte 9. Unidos do Salgueiro 10. Aprendizes da Gávea 11. União do Catete 12. Império da Tijuca 13. Paraíso do Tuiuti 14. Unidos de Nilópolis 15. União de Vaz Lobo 16. Alunos da Penha Circular 17. Unidos da Congonha 18. Paz e Amor 19. Império de Campo Grande 20. Unidos da Piedade 21. Mocidade Independente de Padre Miguel 22. Unidos da Vila São Luís 23. Acadêmicos do Engenho da Rainha 24. Império do Marangá 25. Universitária de Rocha Miranda |

#### Julgadores
A comissão julgadora foi formada por: Aloysio de Alencar Pinto; Haroldo Costa; Orígenes Lessa; e Paulo Serrano.

#### Classificação
Em seu segundo desfile no carnaval do Rio, a Mocidade Independente de Padre Miguel venceu o Campeonato, sendo promovida à primeira divisão. Unidos do Salgueiro (vice-campeã) e Paraíso do Tuiuti (terceira colocada) também foram promovidas à disputar o Supercampeonato do ano seguinte. A escola Império de Bonsucesso não desfilou.
| Legenda: Promovidas à primeira divisão * Sem informação disponível |

| Col. | Escola                                | Enredo                                                         | Carnavalesco(a)                                    | Pontos |
| ---- | ------------------------------------- | -------------------------------------------------------------- | -------------------------------------------------- | ------ |
| 1    | Mocidade Independente de Padre Miguel | Apoteose do Samba                                              | Ari de Lima                                        | 70     |
| 2    | Unidos do Salgueiro                   | Ouro Negro                                                     | *                                                  | 53     |
| 3    | Paraíso do Tuiuti                     | Homenagem às Forças Armadas                                    | Júlio Mattos                                       | 51     |
| 4    | Unidos de São Carlos                  | Homenagem a Alberto Santos Dumont                              | José Coelho                                        | 50     |
| 5    | Unidos de Vila Isabel                 | Riquezas do Brasil                                             | Gabriel do Nascimento                              | 47     |
| 6    | Unidos da Vila São Luís               | Como É Grande o Meu Brasil                                     | *                                                  | 47     |
| 7    | União do Catete                       | Homenagem ao Gaúcho                                            | *                                                  | 47     |
| 8    | Unidos da Piedade                     | Brasília, Novo Horizonte                                       | *                                                  | 42     |
| 9    | Unidos de Nilópolis                   | As Minas de Prata                                              | *                                                  | 41     |
| 10   | Independentes do Leblon               | Escravatura                                                    | *                                                  | 41     |
| 11   | Império da Tijuca                     | Amores de Dom Pedro I                                          | Jorge Melodia, Cláudio Dino dos Santos e Pequenino | 40     |
| 12   | Unidos do Morro Azul                  | Homenagem a José Bonifácio                                     | *                                                  | 37     |
| 13   | Paz e Amor                            | Sonho Infantil                                                 | *                                                  | 36     |
| 14   | Acadêmicos do Engenho da Rainha       | Relicário Histórico                                            | *                                                  | 35     |
| 15   | Aprendizes da Gávea                   | Anita Garibaldi                                                | *                                                  | 34     |
| 16   | Império de Campo Grande               | Bandeirante no Século XX                                       | *                                                  | 33     |
| 17   | Aprendizes da Boca do Mato            | Exaltação a Tamandaré                                          | *                                                  | 32     |
| 18   | Império do Marangá                    | Proclamação da República ou Três Páginas da História do Brasil | *                                                  | 30     |
| 10   | Além do Horizonte                     | O Tigre da Abolição                                            | *                                                  | 29     |
| 20   | União de Vaz Lobo                     | Recordar É Viver                                               | *                                                  | 27     |
| 21   | Alunos da Penha Circular              | Trajes Regionais                                               | *                                                  | 25     |
| 22   | Universitária de Rocha Miranda        | A Vida no Morro                                                | *                                                  | 24     |
| 23   | Unidos da Congonha                    | Proclamação da República                                       | *                                                  | 23     |
| 24   | Unidos do Jacaré                      | Fernão Dias Pais Leme                                          | *                                                  | 20     |

## Frevos carnavalescos
O desfile dos frevos foi realizado a partir das 17 horas do domingo, dia 16 de fevereiro de 1958, na Avenida Rio Branco.

### Quesitos e julgadores
Seis quesitos foram avaliados com notas de zero a dez.
| Quesito | Quesito   | Julgador                  |
| ------- | --------- | ------------------------- |
|         | Melodia   | Maestro Assis Republicano |
|         | Orquestra | Maestro Assis Republicano |
|         | Enredo    | Augusto Rodrigues         |
|         | Fantasias | Maria Luísa Neri          |
|         | Evoluções | Dirceu Neri               |
|         | Passos    | Dirceu Neri               |

### Classificação
Pás Douradas foi o clube campeão.
| Col. | Frevo                         | Pontos |
| ---- | ----------------------------- | ------ |
| 1    | Pás Douradas                  | 59,5   |
| 2    | Lenhadores                    | 54     |
| 3    | Batutas da Cidade Maravilhosa | 36     |
| 4    | Misto Toureiros               | 27     |
| 5    | Brasil Frevo                  | 24     |

## Ranchos carnavalescos
O desfile dos ranchos foi realizado na Avenida Rio Branco. Previsto para começar às 21 horas da segunda-feira, dia 17 de fevereiro de 1958, teve início somente à meia-noite, se estendendo até as oito horas da manhã da terça-feira.

### Quesitos e julgadores
Os ranchos foram avaliados em dez quesitos com notas de zero a dez.
| Quesito | Quesito                  |                                    |
| ------- | ------------------------ | ---------------------------------- |
|         | Harmonia                 | Francisco Caldas Moreira (músico)  |
|         | Marcha e Samba (melodia) | Francisco Caldas Moreira (músico)  |
|         | Evoluções                | Mercedes Baptista (coreógrafa)     |
|         | Esculturas               | Djanira da Motta e Silva (pintora) |
|         | Cenografia               | Djanira da Motta e Silva (pintora) |
|         | Conjunto                 | Mercedes Baptista (coreógrafa)     |
|         | Enredo                   | Maria Clara Machado (escritora)    |
|         | Marcha e Samba (letra)   | Maria Clara Machado (escritora)    |
|         | Fantasia                 | José da Mota e Silva (figurinista) |
|         | Estandarte               | José da Mota e Silva (figurinista) |

### Classificação
O concurso foi vencido pelo Recreio da Saúde, que até o ano anterior era chamado de Recreio das Flores. Decididos de Quintino ficou com o vice-campeonato por um décimo de diferença para o Recreio. O rancho Aliança de Quintino não foi julgado por ter desfilado sem música.
| Col. | Rancho                   | Enredo                                                        | Pontos |
| ---- | ------------------------ | ------------------------------------------------------------- | ------ |
| 1    | Recreio da Saúde         | A Lenda do Saci                                               | 82,5   |
| 2    | Decididos de Quintino    | Exaltação a Castro Alves                                      | 82,4   |
| 3    | União dos Caçadores      | Os 21 Estados do Brasil e Territórios                         | 80     |
| 4    | Unidos do Cunha          | Monumentos e Relíquias Históricas da Cidade do Rio de Janeiro | 77     |
| 5    | Tomara que Chova         | Côrte de D. João VI do Brasil                                 | 75     |
| 6    | Aliados de Quintino      | Sonho de Um Jardineiro                                        | 72     |
| 7    | Resedá                   | O Último Baile da Monarquia                                   | 67     |
| 8    | Unidos do Morro do Pinto | Regresso Heróico de 1870 - Guerra do Paraguai                 | 59     |
| 9    | Azulões da Torre         | Um Baile na Côrte                                             | 56     |
| 10   | Índios do Leme           | Brasil de Ontem e de Hoje                                     | 50     |
| 11   | Inocentes do Catumbi     | Meu Brasil                                                    | 43     |

## Sociedades carnavalescas
O desfile das grandes sociedades foi realizado a partir das 21 horas da terça-feira de carnaval, dia 18 de fevereiro de 1958, na Avenida Rio Branco.

### Quesitos
A comissão julgadora foi formada por um pintor; um escultor; um cenógrafo; um figurinista; e um crítico de arte.
| Quesito | Quesito             | Valor         |
| ------- | ------------------- | ------------- |
|         | Pintura             | 0 a 25 pontos |
|         | Escultura           | 0 a 25 pontos |
|         | Iluminação          | 0 a 10 pontos |
|         | Maquinária          | 0 a 16 pontos |
|         | Concepção artística | 0 a 10 pontos |
|         | Crítica             | 0 a 5 pontos  |
|         | Conjunto            | 0 a 5 pontos  |
|         | Guarda-roupa        | 0 a 5 pontos  |
|         | Comissão de Frente  | 0 a 5 pontos  |

### Classificação
Clube dos Democráticos foi campeão com dois pontos de vantagem sobre os Tenentes do Diabo.
| Col. | Sociedades              | Pontos |
| ---- | ----------------------- | ------ |
| 1    | Clube dos Democráticos  | 79     |
| 2    | Tenentes do Diabo       | 77     |
| 3    | Clube dos Embaixadores  | 67     |
| 4    | Clube dos Cariocas      | 66     |
| 5    | Turunas de Monte Alegre | 57     |
| 6    | Pierrôs da Caverna      | 53     |
| 7    | Clube dos Fenianos      | 51     |
| 8    | Embaixada do Sossego    | 40     |